# Řád hvězdového kříže

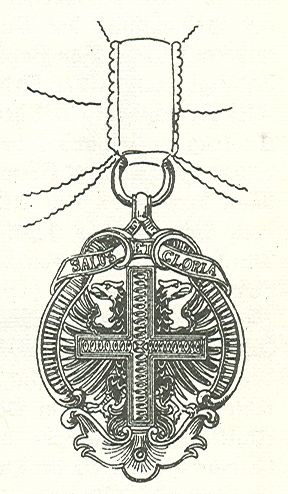
Odznak řádu hvězdového kříže

Řád hvězdového kříže (německy Sternkreuzorden, latinsky Ordo Stellatae Crucis) je habsburský ženský domácí řád udělovaný dodnes.

## Dějiny řádu
Řád byl založen roku 1668 císařovnou Eleonorou Magdalenou, třetí manželkou Ferdinanda III. Zatímco dynastický Řád zlatého rouna byl původně koncipován jako řád s křižáckou ideou, idea Hvězdového kříže byla zásadně odlišná. Již roku 1662 založila Eleonora řád Otrokyň ctnosti (l'Ordre des Dames Esclaves de la Vertu), který byl kromě arcivévodkyň udělen jen třiceti dvorním damám.
Podnětem k založení řádu Hvězdového kříže byl požár, který jedné únorové noci (podle tradice 6.) roku 1668 vypukl v císařovniných komnatách vídeňského Hradu. Zničil celý interiér s výjimkou relikvie Kristova kříže, která byla pět dní po požáru nalezena naprosto neporušená. K oslavě této události se Eleonora rozhodla založit náboženské bratrstvo v podobě sdružení katolických šlechtičen, které členství v řádu mělo zavazovat k náboženským a charitativním povinnostem. Jaký význam této organizaci přičítala vyplývá ze skutečnosti, že o schválení statut požádala papeže Klementa IX. Ten založení řádu povolil zvláštní bulou z 28. července 1668 a 9. září téhož roku existenci řádu konfirmoval vídeňský biskup. 
Řád přetrval zánik rakouské monarchie a je dodnes udílen manželkou hlavy habsbursko-lotrinského rodu.

## Organizace řádu a kritéria přijetí
Členkou řádu se mohla (a může) stát každá šlechtična, která je provdána nebo žije jen v dočasném celibátu (tj. dvorní dáma nebo dáma ústavu šlechtičen). Přijaty ale mohou být i svobodné ženy, pokud pro ně mluví jiné přednosti. Řádová dáma musí být starší 18 let a musí doložit průkaz původu od osmi šlechtických předků z otcovy a čtyř z matčiny strany. Je také povinna uzavřít rovnorodý sňatek – její muž musel být c. a k. komořím nebo osobou pro tento úřad svým původem kvalifikovanou. Pokud tato kritéria nesplňoval, byla dáma povinna řád vrátit.
Přijímání do řádu probíhalo dvakrát ročně o hlavních řádových slavnostech – na svátek Nalezení svatého kříže 3. května a na Povýšení svatého kříže 14. září. V čele řádu stála vždy nejvýše postavená členka habsburské dynastie, obvykle manželka panujícího císaře.
Řád byl udílen pouze šlechtičnám bez rozdílu titulu. Podmínkou byl jen původ od přesně stanoveného počtu šlechtických předků po mužské i ženské linii. Díky tomu se v průběhu staletí se řád Hvězdového kříže stal jakýmsi ženským protějškem hodnosti komořích.

## Vzhled řádu
Řád má jednu třídu, která se nosí na černé stuze. Dekorací řádu je oválný zlatý, modře smaltovaný prstenec, v jehož horní části probíhá horizontálně umístěná bílá stuha s heslem SALUS ET GLORIA (Spása a sláva). Uvnitř prstence je černý orel s červeným křížem na prsou.

## Patronky řádu
- Eleonora Magdalena Gonzagová (1668–1686)
- Eleonora Magdalena Falcko-Neuburská (1686–1720)
- Amálie Vilemína Brunšvicko-Lüneburská (1720–1742)
- Alžběta Kristýna Brunšvicko-Wolfenbüttelská (1742–1750)
- Marie Terezie (1750–1780)
- Marie Ludovika Španělská (1780–1792)
- Marie Tereza Neapolsko-Sicilská (1792–1807)
- Marie Ludovika Beatrix z Modeny (1807–1816)
- Karolína Augusta Bavorská (1816–1873)
- Alžběta Bavorská (1873–1898)
- Marie Josefa Saská (1898–1916)
- Zita Bourbonsko-Parmská (1916–1951)
- Regina Habsbursko-Lotrinská (1951–2010)
- Gabriela Habsbursko-Lotrinská (2010–)